# 낙동초등학교 (충남)
낙동초등학교는 대한민국 충청남도 보령시에 있는 공립 초등학교이다.

## 학교 연혁
- 1945년 11월 1일: 낙동분교장 개교
- 1949년 9월 30일: 낙동국민학교 승격
- 1996년 3월 1일: 낙동초등학교로 개칭
- 2025년 2월 28일: 80년만에 폐교[2]

## 참고 자료
- 낙동초등학교 - 한국교육학술정보원 학교알리미